# Miami International Autodrome
Il Miami International Autodrome è un circuito cittadino non permanente situato a Miami Gardens, in Florida, negli Stati Uniti d'America.
Il circuito, ubicato negli immediati pressi dell'Hard Rock Stadium, ha ospitato l'8 maggio 2022 il primo Gran Premio di Miami, il quale ha costituito la quinta prova del campionato mondiale di Formula 1 2022, e i primi due turni della W Series 2022.

## Storia
Già nel 2017 Formula 1 e Apex Circuit Design, i promotori dell'iniziativa, avevano abbozzato alcuni tracciati nel quartiere di Downtown Miami; tuttavia spostarono la loro attenzione più a nord due anni più tardi. Nell'ottobre 2019, infatti, fu ufficializzato che il circuito sede del Gran Premio di Miami — scelto tra 75 circuiti considerati e tra 36 diverse varianti simulate — avrebbe dovuto situarsi nel comune di Miami Gardens.
Inizialmente i commissari di Miami Gardens votarono contro la costruzione della pista, ma tale voto fu invertito il 14 aprile 2021.
Gli organizzatori del Gran Premio e Stephen Ross, proprietario dell'Hard Rock Stadium, avevano un contratto preliminare per disputare la gara presso il predetto stadio già a partire dal 2021, però ciò è stato rimandato di un anno.
Dal 2022 corrono sul tracciato statunitense le monoposto della Formula 1, ma nel 2022 vi si sono tenuti anche due turni della W Series e nel 2024 vi ha corso la F1 Academy.

## Descrizione
Il circuito, costruito all'interno dei terreni privati dell'Hard Rock Stadium (non sfrutta quindi strade pubbliche), fa uso di percorsi asfaltati già esistenti e di nuova costruzione e si tratta dell'undicesima sede statunitense di un Gran Premio di Formula 1.
Il progetto scelto, da percorrere in senso antiorario, presenta una lunghezza di 5 412 m e si snoda attraverso 19 curve, 7 a destra e 12 a sinistra, ed è percorribile a una velocità media di 223 km/h e massima di 320 km/h. Offre tre zone per l'utilizzo del Drag Reduction System, collocate rispettivamente tra le curve 10 e 11, 16 e 17, e sul rettilineo principale dei box. È il secondo circuito, dopo quello di Gedda, in Arabia Saudita, in cui, fin dalla sua realizzazione, vengono stabilite tre zone per l'utilizzo del dispositivo mobile.
Il circuito è prevalentemente piatto, tuttavia il terreno presenta delle ondulazioni che i progettisti hanno integrato nella pista. Il maggior dislivello si trova tra le curve 13 e 16, dove il tracciato passa sotto a dei cavalcavia su un terreno irregolare e percorre una corsia di decelerazione della Florida's Turnpike.
La pit lane, i box e il paddock sono stati predisposti lungo il lato nord dello stadio, mentre il podio è stato allestito sul lato sud. 
Per la stagione successiva gli organizzatori annunciano una serie di aggiornamenti della struttura: la zona del paddock viene ampliata, spostando le zone di ospitalità delle squadre sul campo all'interno dello stadio; a seguito dell'elevata domanda di biglietti per l'edizione inaugurale del Gran Premio, viene aumentata di 3 000 posti la capacità delle tribune, vengono aggiunte 61 nuove suite per l'ospitalità e sui box viene costruito un nuovo edificio permanente in grado di accogliere circa 6 000 spettatori. Infine, dopo i problemi di aderenza riscontrati durante la prima edizione, si procede con la riasfaltatura dell'intero tracciato, con l'intento di migliorarne le condizioni.
Il record assoluto del circuito è di 1'26"204 stabilito da Max Verstappen su Red Bull nelle qualifiche del Gran Premio di Miami 2025.

## Albo d'oro della Formula 1
| Anno | Pilota         | Scuderia |
| ---- | -------------- | -------- |
| 2022 | Max Verstappen | Red Bull |
| 2023 | Max Verstappen | Red Bull |
| 2024 | Lando Norris   | McLaren  |
| 2025 | Oscar Piastri  | McLaren  |

### Vittorie per pilota
| Vittorie | Pilota         | Anno(i)/Vettura               |
| -------- | -------------- | ----------------------------- |
| 2        | Max Verstappen | 2022/Red Bull - 2023/Red Bull |
| 1        | Lando Norris   | 2024/McLaren                  |
| 1        | Oscar Piastri  | 2025/McLaren                  |

### Vittorie per scuderia
| Vittorie | Scuderia | Anno(i)/Pilota                            |
| -------- | -------- | ----------------------------------------- |
| 2        | Red Bull | 2022/Max Verstappen - 2023/Max Verstappen |
| 2        | McLaren  | 2024/Lando Norris - 2025/Oscar Piastri    |